# Rhipsalis ormindoi
A Rhipsalis ormindoi egy különleges megjelenésű, hiányosan ismert epifita kaktusz.

## Jellemzői
A faj a leírások alapján az Erythrorhipsalis subgenus minden tagjától elkülönül vöröses-bíbor színű külső virágszirmaival. Egyéb jellegei még vizsgálatok tárgyát képezik.

## Elterjedése
Brazília: Rio de Janeiro állam, Serra dos Órgãos, Mun. Nova Friburgo, Reserva Ecológica és Municipal de Macaé de Cima, Sítio Sophronitis